# Damon diadema
Фрин жгутоногий, або хлистоногий павук (Damon diadema) — вид павукоподібних ряду фринів (Amblypygi).

## Поширення
Вид поширений в Танзанії, Кенії, Ефіопії, Сомалі та Ємені. Трапляється в печерах, ущелинах і під впали колодами.

## Опис
Тварина має довжину 4–28 мм із плоским тілом. Розмах його ніг становить до 20 см.

## Підвиди
- Damon diadema diadema (Simon, 1876) — основна частина ареалу.
- Damon diadema robustus Weygoldt, 1999 — поширений на острові Пемба.